# پایال روهاتگی
پایال روهاتگی (به انگلیسی: Payal Rohatgi) (زاده ۹ نوامبر ۱۹۸۴) بازیگر، مدل هندی است.
از فیلم‌هایی که وی در آن نقش داشته‌است می‌توان به ۳۶ محله چینی‌ها اشاره کرد.

## فیلم‌شناسی
فهرست برخی از فیلم‌هایی که پایال روهاتگی در آن‌ها به ایفای نقش پرداخته‌است:
- ۳۶ محله چینی‌ها
- سلام کوچولو
- نیروی پلیس
- خون
- قلب کبدی
- طبل
- شرکت
- طرح